# Драгомир Дујмов
Драгомир Дујмов (Сентеш, 17. март 1963) српски је књижевник, песник, прозни писац и преводилац који живи и ствара у Будимпешти.

## Биографија
Рођен је 17. марта 1963. године у Сентешу (Мађарска). Дане детињства провео је у бачком месту Каћмару. Према усменој легенди која се гаји у његовој породици, Дујмовљеви преци су у Угарску доспели бежећи испред Турака из Мостара давне 1687. године. Драгомир Дујмов је матурирао 1981. године у тадашњој Српскохрватској гимназији у Будимпешти. Дипломирао је 1989. године на Филозофском факултету у Новом Саду на групи Југословенске књижевности и српски језик. Од исте године ради као професор у Српској гимназији "Никола Тесла" у Будимпешти. Дујмов припада средњој генерацији српских књижевника у Мађарској.
Своју књижевну делатност почео је писањем приповедака, а касније се опробао и у поезији. Своје првенце објављивао је као гимназијалац у Народним новинама недељнику српске, хрватске и словеначке мањине у Мађарској. Од средине 90-их година 20. века поново пише прозу. Његови романи најчешће се базирају на мало познате, али пресудне историјске догађаје који су битно утицали на живот Срба у Угарској, Аустроугарској монархији и данашњој Мађарској.
Од првог броја Српских народних новина, српског недељника у Будимпешти, Драгомир Дујмов уређује рубрику за децу "Невен". После престанка тог листа, Дујмов исту делатност обавља и у Српским недељним новинама које излазе у Будимпешти. На странама овог недељника често објављује своје чланке и фељтоне. Српске недељне новине
Од самог оснивања Дујмов је радио и у Српском позоришту у Мађарској.
Од 2004. је председник кураторијума Задужбине Јакова Игњатовића у Будимпешти.
Драгомир Дујмов је члан Удружења књижевника Србије и Друштва књижевника Војводине.

## Дела

### Збирке песама
- Сунце се небом бори (Будимпешта). 1992.  978-963-04-2419-6.
- Немир боја (Будимпешта). 1997.  978-963-8197-08-5.
- Меридијани (Будимпешта). 2000.  978-963-03-9866-4.

### Збирке приповедака
- Згужвано доба (Будимпешта). 2001.  978-0963-008596.
- Превозник тајни (Будимпешта). 2005.  978-963-216-455-7.
- Будимске приче (Будимпешта). 2007.  978-963-06-3980-4.

### Романи
- Бели путеви (Будимпешта, 2000) 978-963-00-5203-0.
- Воз савести (Будимпешта, 2005) 978-963-219-449-3.
- Воз савести (друго преправљено издање)(Будимпешта, 2009) 978-963-87632-2-8. http://snnovine.com/viewer/2016/24/pdfs/sm01.pdf Рецензија Славице Зељковић
- Воз савести (треће издање) (Будимпешта, 2018) 978-615-81048-0-7.
- Раскршће (Будимпешта). 2006.  978-963-06-0778-0.
- Време месечарења (Будимпешта, 2014) 978-963-08-8670-3.
- Огледало од зеленог јасписа (Будимпешта, 2015) 978-963-12-1762-9.
- Сабља у језику (Будимпешта, 2016) 978-963-12-4766-4.
- Јесејево стабло (Будимпешта). 2017.  978-963-12-8403-4.
- Под небом боје пурпура (Будимпешта). 2018.  978-615-00-1449-4.
- Кад на небу зацари уштап (Будимпешта) 2020.  978-615-00-9645-2.

### Збирка есеја
- Чувар пештанског кандила (Будимпешта, 2005) - есеји о Стојану Д. Вујичићу.  978-963-217-614-7.

### Либрето
- Пастир вукова - Свети Сава (Будимпешта, 1994) - прва српска рок-опера

### Научно популарна литература
- Заборављени српски листови у Будимпешти (1866-1914) (Будимпешта, 2007) 978-963-06-3981-1.
- Сантовачки летопис са допуном (Будимпешта, 2010) 978-963-87632-6-6.
- Храм Светог Великомученика Георгија у Будимпешти (коаутор: протонамесник Зоран Остојић) (Будимпешта, 2011) 978-963-08-3081-2.
- Будимпештом српски знамен (Будимпешта, 2012) 978-963-08-3600-5.
- Будимпештом српски знамен (друго издање)(Будимпешта, 2017) 978-963-12-8776-9.
- "Барањски гласник" (Будимпешта). 2018.  978-615-81048-1-4.

### Преводи
- Фридрих Диренмат: „Краљ Јован“ (Будимпешта, 1995) - драма
- Игнац Нађ: „Избори“ (Будимпешта, 1997) - народни игроказ
- Шандор Хуњади: „Процветале су већ трешње“ (Будимпешта, 1998) - драма
- Александер Оквуд: „Писмо Гарсији и друге поучне приче“ (Будимпешта, 1998) - приповетке

### Антологије
- Где нестаје глас? (Будимпешта, 1984) - песме
- На другој обали (Београд-Ваљево, 1984) - песме и приповетке
- Генерацијска антологија (Печуј, 1991) - песме
- Наша поезија у дијаспори (Сарајево, 1991) - песме
- Српска северњача / песме о Сентандреји (Нови Сад, 1994) - песме
- Боготражитељи (Београд, 2001) - песме
- Српска поетска плетеница (Нови Сад, 2003) - песме
- Међу својима (Београд, 2004) - песме

## Књижевне награде
- Награда Задужбине Јакова Игњатовића (Будимпешта, 2003)
- Награда „Растко Петровић“ Матице исељеника Србије (Београд, 2006)